# Trenčianska Teplá
Trenčianska Teplá je obec na Slovensku v okrese Trenčín. Obec se nachází v nadmořské výšce 224 m n. m.
Její součástí jsou místní části Dobrá a Príles.

## Památky
V obci stojí římskokatolický kostel svatého Matouše z 16. století.

## Doprava
Železniční stanice Trenčianská Teplá leží na koridorové železniční trati Bratislava–Žilina. Železniční spojení s Bratislavou dostala obec v roce 1883. Od roku 1888 je do stanice zaústěna Vlárská dráha, spojující od roku 1888 Slovensko s Moravou přes Vlárský průsmyk. V bezprostřední blízkosti se nachází i koncová stanice Trenčianské elektrické železnice spojující obec s lázněmi v Trenčianských Teplicích.

## Rodáci
- Juraj Láni (Lányi, Lány), evangelický kněz, univerzitní profesor
- Doc. RNDr. Tatiana Korcová, CSc., fyzička
- Štefan Straka, akademický malíř, představitel venkovského lidového žánru a portrétista
- Jozef Holec, herec, režisér a scenárista

## Sport

### Fotbal
FK TJ Lokomotíva Trenčianska Teplá je obecní fotbalový klub. V únoru 2013 hrál v 6. lize. Byl založen v roce 1923.
Umístění v mistrovstvích oblasti (muži)
- 2006/2007 – 15. místo
- 2007/2008 – 8. místo
- 2008/2009 – 7. místo
- 2009/2010 – 12. místo
- 2010/2011 – 13. místo
- 2011/2012 – 16. místo – sestup do II. třídy Sever

Úspěchy
- muži – postup do 5. ligy
- dorost – postup do 5. ligy